# Tusmore, South Australia
Tusmore är en del av en befolkad plats i Australien. Den ligger i kommunen Burnside och delstaten South Australia, nära delstatshuvudstaden Adelaide. Antalet invånare är 1 570.
Runt Tusmore är det ganska tätbefolkat, med 58 invånare per kvadratkilometer.. Närmaste större samhälle är Adelaide, nära Tusmore. 
I omgivningarna runt Tusmore växer i huvudsak blandskog. Genomsnittlig årsnederbörd är 593 millimeter. Den regnigaste månaden är juli, med i genomsnitt 95 mm nederbörd, och den torraste är december, med 13 mm nederbörd.